# 스코다 옥타비아
스코다 옥타비아(Škoda Octavia)는 폭스바겐 그룹의 계열사이자 체코의 자동차 제조업체 스코다가 1996년 말부터 시판 중인 소형 차량이다. 현재 시판 중인 최신 옥타비아 모델은 4세대이다.

4세대 옥타비아는 2019년 11월 11일 프라하에서 공개되었다. 다양한 신기술이 적용되어있다. 스코다 모델 최초로 헤드업 디스플레이를 채택한 것을 비롯, 10인치 디스플레, 무선 스마트폰 충전 시스템, 최대 5개의 USB-C 포트 등을 적용하였다.

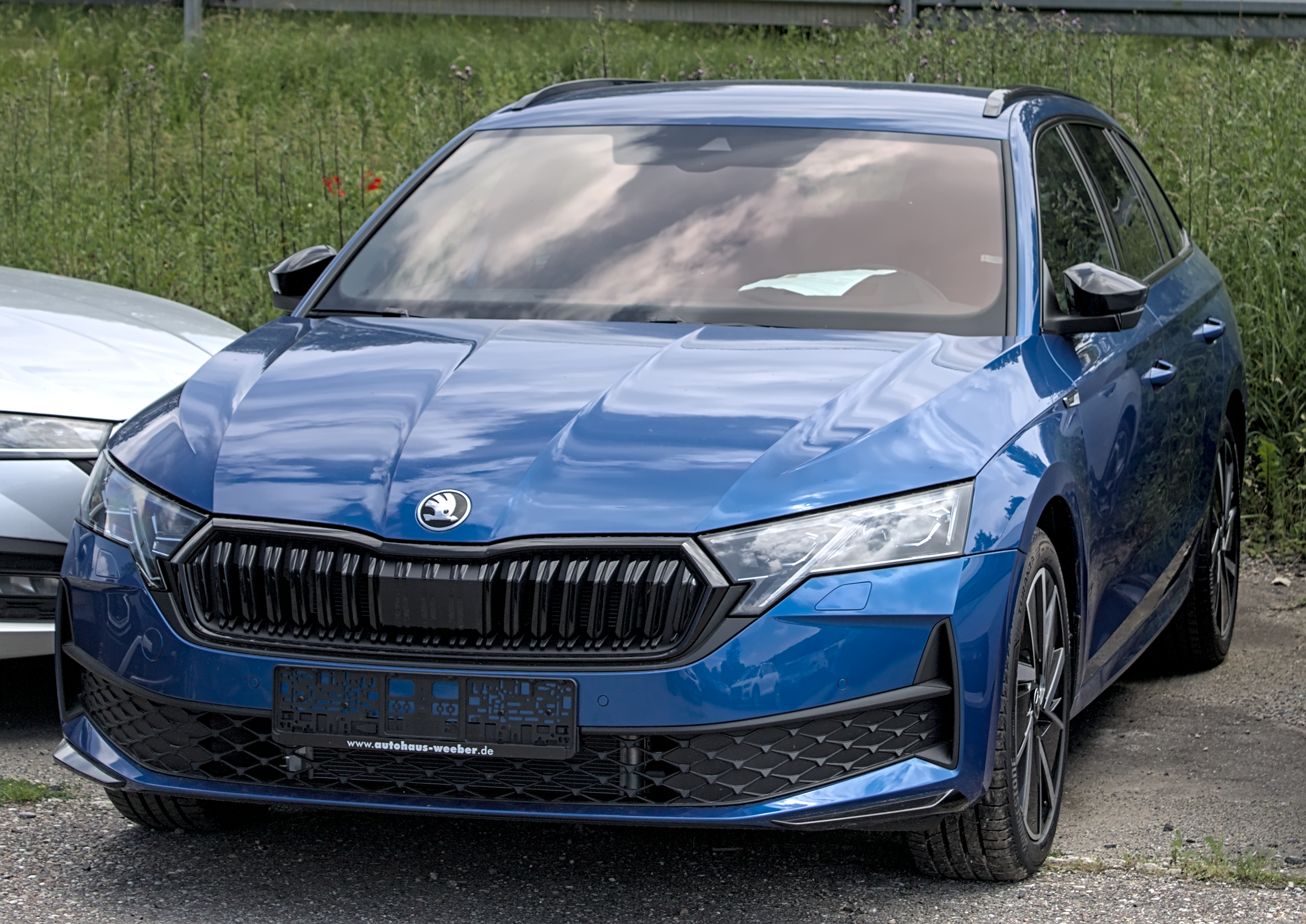
옥타비아 콤비(페이스리프트)
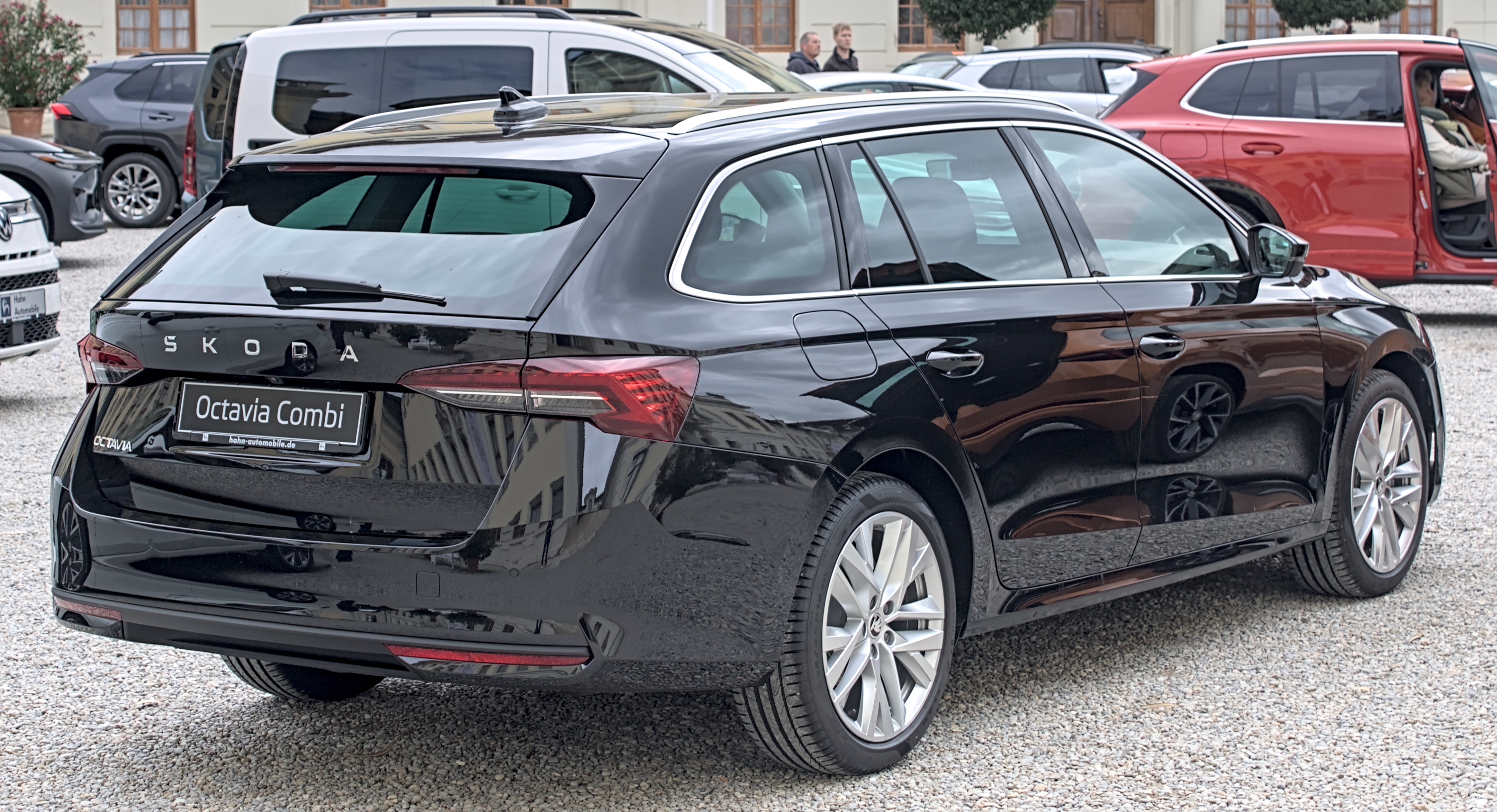
후면

## 판매량
| 년도 | 생산    |
| ---- | ------- |
| 1996 | 1,168   |
| 1997 | 60,488  |
| 1998 | 117,616 |
| 1999 | 146,847 |
| 2000 | 153,790 |
| 2001 | 169,807 |
| 2002 | 163,198 |
| 2003 | 156,497 |
| 2004 | 181,067 |
| 2005 | 246,781 |
| 2006 | 269,774 |
| 2007 | 319,893 |
| 2008 | 355,037 |
| 2009 | 294,020 |
| 2010 | 357,142 |
| 2011 | 402,281 |
| 2012 | 406,360 |
| 2013 | 356,471 |
| 2014 | 397,433 |
| 2015 | 425,629 |
| 2016 | 445,415 |
| 2017 | 420,802 |
| 2018 | 400,210 |
| 2019 | 358,356 |
| 2020 | 233,902 |
| 2021 | 172,077 |
| 2022 | 141,499 |
| 2023 | 205,764 |